# رافائيل ماريا بارالت
رافائيل ماريا بارالت (بالإسبانية Rafael María Baralt) وهو دبلوماسي, مؤرخ, كاتب عمومي و صحافي فنزويلي , ولد بارالت في يوم 3 تموز - يوليو من سنة 1810 م في مدينة ماراكايبو , فنزويلا . شغل بارالت منصب مدير صحيفة (La Gaceta de Madrid) مابين عامي 1854 إلى عام 1856 , كما كان بارالت أول شخص من أمريكا اللاتينية يصبح عضوا في الأكاديمية الملكية الإسبانية. توفي بارالت في يوم 4 كانون الثاني - يناير من سنة 1860 م في مدينة مدريد.